# Šestimocný chrom
Šestimocný chrom (Cr6+) je chrom v oxidačním stavu +6 (šestimocný) v jakékoli chemické sloučenině. Šestimocný chrom je klíčový pro všechny materiály vyrobené z chromu. V roce 1985 bylo vyrobeno přibližně 136 000 tun šestimocného chromu. Sloučeniny šestimocného chromu mohou být karcinogenní (Biologické karcinogeny skupiny 1), zejména pokud se dostanou do ovzduší mohou způsobit rakovinu plic.

## Přehled sloučenin šestimocného chromu
Je známo mnoho kyslíkatých sloučenin šestimocného chromu, zejména ve formě chromanů a dichromanů, které kromě široké škály kationtů obsahují chromanový aniont (CrO 2−
4 ) nebo dichromanový aniont (Cr2O72−). Kromě oxidu chromového (CrO3) lze připravit také peroxid chromový (CrO(O2)2) ve formě stabilních aduktů s vhodnými Lewisovými bázemi. Existují také peroxochromany s jednovaznými kationty M+ s chemickým vzorcem MHCrO2(O2)2. Sloučeniny šestimocného chromu s dusíkem lze připravit ve formě nitridochromanů (M6CrN4) a iminochromanů (M2Cr(NR)4). Binární nitrid (CrN2) a halogenidy (CrX6) nejsou dosud známy, zprávy o existenci fluoridu chromového (CrF6) jsou nyní považované za chybnou interpretaci. Jsou však známé halogenid-oxidy, jako CrO2Cl2, CrO2F2, nebo CrOF4.

## Toxicita
Všechny sloučeniny šestimocného chromu mohou být karcinogenní (Biologické karcinogeny skupiny 1), zejména pokud se dostanou do ovzduší mohou způsobit rakovinu plic. Souvislost byla také pozorována mezi expozicí šestimocnému chromu a rakovinou nosu a vedlejších nosních dutin. Problematicky vystaveni šestimocnému chromu jsou pracovníci, kteří manipulují s chromem, brousí a nebo svařují nerezovou ocel. Pracovníci vystavení šestimocnému chromu mají zvýšené riziko vzniku rakoviny plic, astmatu nebo poškození čichového epitelu a kůže.

## Bezpečnostní předpisy
V Evropské unii je používání šestimocného chromu v elektronických zařízení z velké části zakázáno směrnicí RoHS. Od května 2015 již nesmějí být v EU uváděny na trh výrobky z kůže obsahující sloučeniny šestimocného chromu o obsahu vyšším než 3 mg/kg, které přicházejí do styku s kůží. Používání a uvádění na trh cementu, který obsahuje více než 2 mg/kg sloučenin šestimocného chromu a kde existuje riziko kontaktu s kůží, je taktéž zakázáno.